# Cantone di Évreux-3
Il Cantone di Évreux-3 è una divisione amministrativa dell'arrondissement di Évreux.
È stato costituito a seguito della riforma approvata con decreto del 25 febbraio 2014, che ha avuto attuazione dopo le elezioni dipartimentali del 2015.

## Composizione
Comprende parte della città di Évreux e i comuni di
- Angerville-la-Campagne
- Les Baux-Sainte-Croix
- Boncourt
- Cierrey
- Fauville
- Gauciel
- Guichainville
- Huest
- Miserey
- Le Plessis-Grohan
- Saint-Luc
- Sassey
- La Trinité
- Le Val-David
- Le Vieil-Évreux